# Paula Moreno
Paula Moreno Ojeda (Marchena, 4 de enero de 1997) es una futbolista española. Juega como delantera y su equipo actual es el Albacete Balompié de la Segunda División Femenina de España.

## Clubes
| Club               | País   | Año         |
| ------------------ | ------ | ----------- |
| Real Betis Féminas | España | 2014 - 2018 |
| R. C. D. Espanyol  | España | 2018 -      |